# Nati nel 1176
| Questa pagina contiene informazioni ricavate automaticamente dalle voci biografiche con l'ausilio del template Bio e di un bot. L'aggiornamento è periodico e automatico e ricostruisce completamente la pagina. Se manca una persona in questa lista, sei pregato di non aggiungerla, ma accertati piuttosto che la sua voce biografica contenga il template Bio e che i dati anagrafici siano correttamente compilati. Se il template Bio manca, inseriscilo tu stesso o, in alternativa, metti l'avviso {{tmp\|Bio}} che ne segnala la mancanza. Se i dati riportati sono sbagliati, correggi direttamente la voce biografica; le modifiche saranno visibili in questa lista entro pochi giorni. Per chiarimenti vedi il progetto biografie. La lista contiene solo le 7 persone che sono citate nell'enciclopedia e per le quali è stato implementato correttamente il template Bio. Pagina aggiornata al 18 ago 2025. |

- Eleazaro di Worms, teologo e mistico tedesco († 1238)
- Hayme Hatun, nobildonna ottomana († 1267)
- Leopoldo VI di Babenberg, nobile austriaco († 1230)
- Svjatoslav III Igorevič, nobile russo († 1211)
- Al-Malik al-Mu'azzam Sharaf al-Din 'Isa, sultano curdo († 1227)
- Fujiwara no Nobuzane, poeta giapponese († 1265)
- Hachijō-in no Takakura, poeta giapponese († 1248)